# Dietmar Palmi
Dietmar Palmi (* 9. September 1964) ist ein deutsch-österreichischer Tischtennisspieler. In den 1980er Jahren gehörte er zu den stärksten Spielern Österreichs.
Palmi wurde in Deutschland geboren. Mit seinen deutschen Eltern lebte er zunächst in Linz und besaß sowohl die deutsche als auch die österreichische Staatsbürgerschaft. Seit dem 21. Mai 1993 ist er mit der aus Linz stammenden Sabine Obermeier verheiratet.
Vom Tischtennisverein Linz wechselte er 1979 zum TTC Langenlois. Mit diesem Verein wurde er mehrmals österreichischer Staatsmeister. 1984 wurde Palmi vom deutschen Bundesligaverein SSV Reutlingen 05 verpflichtet, mit dem er 1988 das Finale des ETTU-Pokals erreichte. In Reutlingen blieb er bis 1990, danach wechselte er zum TTF Liebherr Ochsenhausen. Ab 1996 spielte er für den SV Plüderhausen, ab 2006 zunächst zwei Jahre für Ottenbronn (Oberliga), dann zwei Jahre für den südbadischen Verein SpVgg Ottenau (Oberliga Baden-Württemberg bzw. Regionalliga Süd). Seit Sommer 2010 spielt er wieder für seinen ersten deutschen Verein, den SSV Reutlingen, aktuell (2012) in der Oberliga Baden-Württemberg.
Palmi vertrat Österreich zwischen 1981 und 1991 auf allen sechs Weltmeisterschaften. 1984 und 1990 nahm er an Europameisterschaften teil. 1991 wurde er zusammen mit Roland Krmaschek deutscher Vizemeister im Doppel.
Palmi ist Abwehrspieler.

## Turnierergebnisse
| Verband | Veranstaltung       | Jahr | Ort        | Land | Einzel       | Doppel        | Mixed        | Team |
| ------- | ------------------- | ---- | ---------- | ---- | ------------ | ------------- | ------------ | ---- |
| AUT     | Europameisterschaft | 1990 | Göteborg   | SWE  |              | Viertelfinale |              |      |
| AUT     | Weltmeisterschaft   | 1991 | Chiba City | JPN  | keine Teiln. | keine Teiln.  | keine Teiln. | 9    |
| AUT     | Weltmeisterschaft   | 1989 | Dortmund   | FRG  | keine Teiln. | keine Teiln.  | keine Teiln. | 23   |
| AUT     | Weltmeisterschaft   | 1987 | New Delhi  | IND  | letzte 32    | letzte 64     | letzte 32    | 15   |
| AUT     | Weltmeisterschaft   | 1985 | Göteborg   | SWE  | letzte 128   | letzte 16     | Qual         | 21   |
| AUT     | Weltmeisterschaft   | 1983 | Tokio      | JPN  | letzte 128   | letzte 64     | Qual         | 27   |
| AUT     | Weltmeisterschaft   | 1981 | Novi Sad   | YUG  | Qual         | Qual          | letzte 64    | 23   |